# Sommesous

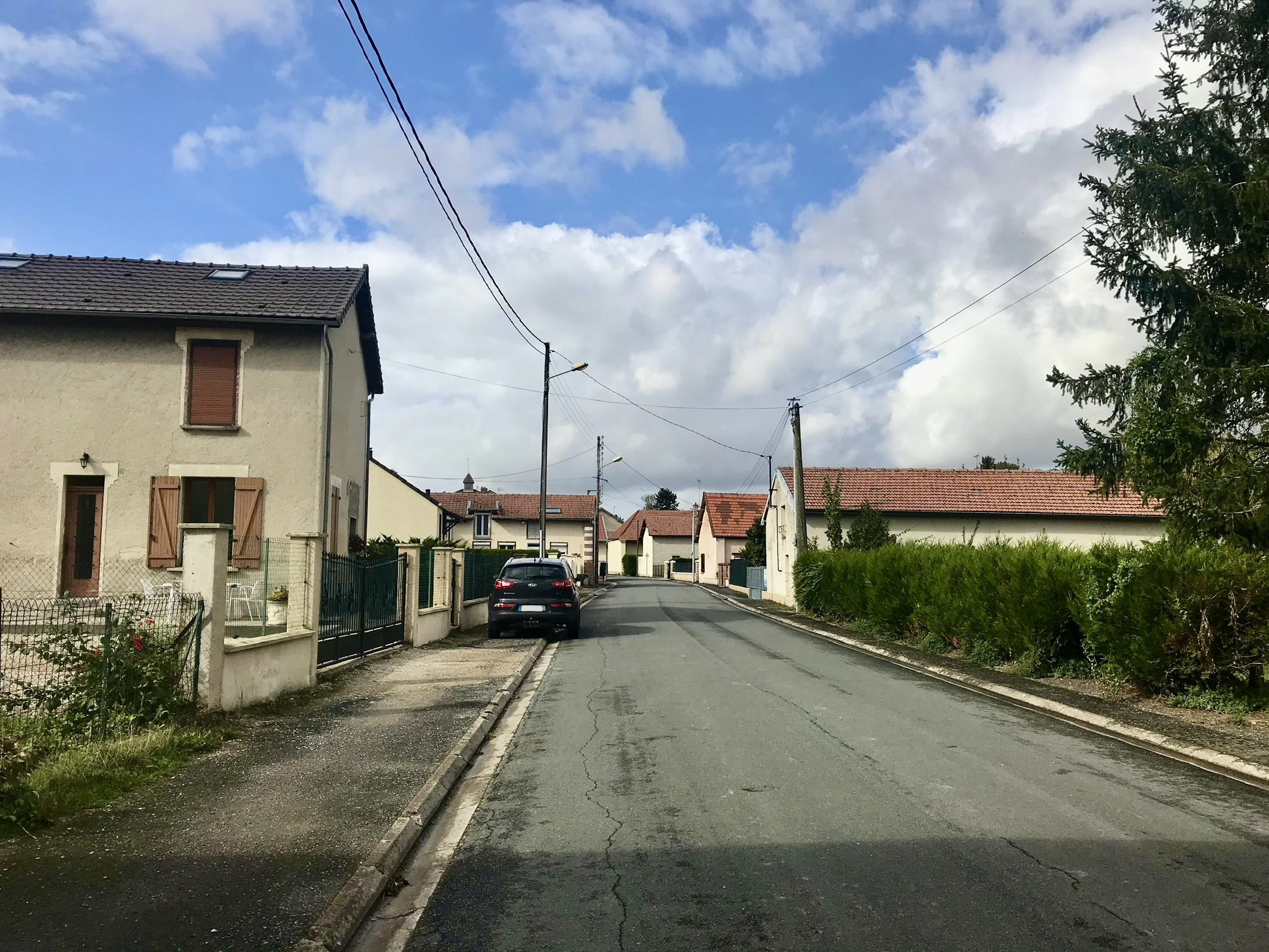

Sommesous ist eine französische Gemeinde mit 474 Einwohnern (Stand: 1. Januar 2022) im Département Marne in der Region Grand Est (vor 2016 Champagne-Ardenne). Sie gehört zum Arrondissement Châlons-en-Champagne sowie zum Kanton Châlons-en-Champagne-3.

## Geographie
Sommesous liegt etwa 26 Kilometer südsüdwestlich von Châlons-en-Champagne. Umgeben wird Sommesous von den Nachbargemeinden Haussimont im Norden und Westen, Bussy-Lettrée im Norden und Nordosten, Dommartin-Lettrée im Osten und Nordosten, Soudé im Osten, Poivres im Südosten, Mailly-le-Camp im Süden sowie Montépreux im Südwesten.

## Demographie
| Jahr      | 1962 | 1968 | 1975 | 1982 | 1990 | 1999 | 2006 | 2013 | 2018 |
| --------- | ---- | ---- | ---- | ---- | ---- | ---- | ---- | ---- | ---- |
| Einwohner | 540  | 515  | 457  | 430  | 400  | 401  | 428  | 525  | 518  |

## Sehenswertes
- Kirche Saint-Denis aus dem 11. Jahrhundert, seit 1916 Monument historique

## Verkehr
Der Bahnhof Sommesous lag an der Kreuzung der Bahnstrecke Coolus–Sens mit der Bahnstrecke Fère-Champenoise–Vitry-le-François.
Sommesous liegt an der Autoroute A26, der Route nationale 4 und der Route départementale 977.

## Persönlichkeiten
- Pierre Louis Prieur (1756–1827), Politiker